# Camponotus bianconii
Camponotus bianconii är en myrart som beskrevs av Carlo Emery 1895. Camponotus bianconii ingår i släktet hästmyror, och familjen myror. Inga underarter finns listade.